# My Favorite Dream
My Favorite Dream è il decimo album in studio del cantante americano John Legend. È stato pubblicato il 30 agosto 2024 tramite John Legend Music Inc. e Republic Records. L'album include il singolo "L-O-V-E". Segue il suo album del 2022 Legend.
L'album è interamente prodotto da Sufjan Stevens.

## Contesto e concepimento
My Favorite Dream segna il primo ingresso di Legend nella musica per bambini. Legend ha affermato che la sua idea per l'album è venuta dall'apprendimento della canzone di Fisher-Price Maybe al pianoforte. Chrissy Teigen, sua moglie, ha caricato un video di Legend che suona e canta "Maybe" a uno dei loro figli. La calorosa accoglienza da parte dei fan di Legend lo ha ispirato a iniziare a creare musica per bambini: "L'ho presa come una sfida, non solo fare una cover di alcune canzoni che i bambini già conoscevano e amavano, ma provare a creare qualcosa di nuovo. Così, ho scritto nove nuove canzoni originali e ne ho fatto un intero album."

## Opera d'arte
La copertina dell'album presenta una foto di Legend della sua infanzia, con disegni infantili ai margini.

## Promozione
Il primo singolo estratto dall'album "L-O-V-E" è stato pubblicato il 9 agosto 2024.

## Tracce
1. We're a Family – 2:43 (John Legend)
2. When I Feel Sad – 2:50 (Legend)
3. Three Little Birds – 3:46 (Bob Marley)
4. L-O-V-E (with Sufjan Stevens featuring Chrissy, Luna and Miles – 2:32 (Legend)
5. Deep in the Ocean Blue – 2:24 (Legend)
6. For You – 1:57 (Legend)
7. You Are My Sunshine – 2:01 (Charles Mitchell, Jimmie Davis)
8. When We Fly – 3:07 (Legend)
9. Safe – 3:38 (Legend)
10. Go to Sleep – 4:00 (Legend)
11. Always Come Back – 3:46 (Legend, Leslie Bricusse, Anthony Newley)
12. We're a Family (solo piano) – 2:39 (Legend)
13. Great, Great Day (bonus track) – 2:47 (Jeremy Keller, Jeremy Keller)
14. Friendship (bonus track) – 3:43 (Timothy Clarke, Maggie McEwen)
15. Maybe (bonus track) – 3:10 (Jamie Hert)